# Claire Carver-Dias
Claire Carver-Dias, née le 19 mai 1977 à Burlington (Ontario), est une nageuse canadienne spécialisée en natation synchronisée.

## Biographie
Lors des Jeux olympiques de 2000 à Sydney, Claire Carver-Dias remporte la médaille de bronze olympique par équipe et termine cinquième en duo avec Fanny Létourneau.
Elle est aussi médaillée d'or en duo avec Fanny Létourneau et par équipe aux Jeux panaméricains de 1999, médaillée de bronze en duo avec Fanny Létourneau et par équipe aux Championnats du monde de natation 2001 et médaillée d'or en solo et en duo avec Fanny Létourneau aux Jeux du Commonwealth de 2002.